# Платформа „Трол“
Платформата „Трол“ е гигантска платформа на Норвегия в Северно море, част от най-големия европейски газов проект. Тя изпомпва природен газ от морското дъно. През 21 век ще покрива 10% от потреблението на природен газ в Европа.
Със своите 472 метра „Трол“ височина е не само най-високата платформа, стъпила неподвижно на морското дъно, но също така и сред най-големите съоръжения в историята на човечеството и най-високата бетонна конструкция в света. Необходими са били 4 дни и 10 влекача, за да се осъществи транспортирането на „Трол“ от град Ставангер, разположен на норвежкото крайбрежие на Северно море, до определеното за нея място в Северно море.
Сред особеностите на платформата е нейният срок на експлоатация: проектирана е от компанията „Shell“ така, че да работи повече от 50 години.